# Archiacasta fragilis
Archiacasta fragilis is een zeepokkensoort uit de familie van de Balanidae.